# Aziz Tamoyan

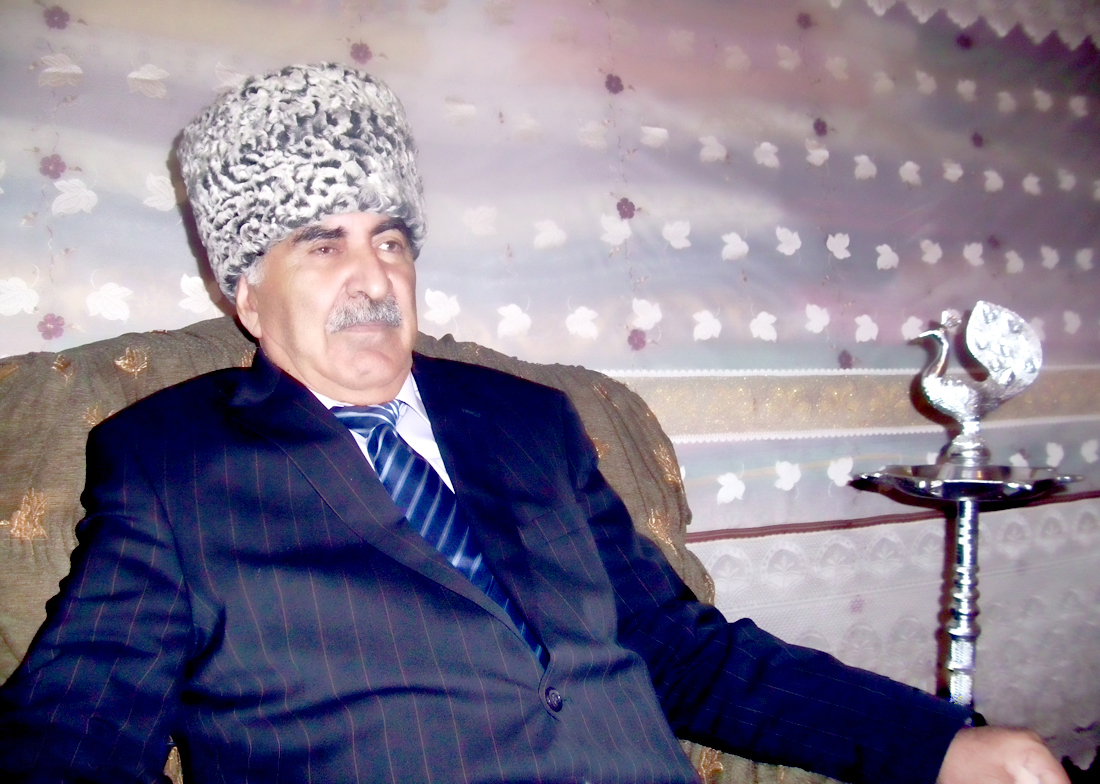
Aziz Tamoyan

Aziz Tamoyan (* 1. Juli 1933 in Zovuni, Armenien; † 2. Januar 2021 in Armenien) war Präsident der Yezidi National Union.

## Leben
In den späten 1980er Jahren organisierte Tamoyan eine Abteilung seiner Landsleute von etwa 500 Personen, die an der Befreiung von Arzach beteiligt waren. Die Abteilung wurde nach Jangir Agha benannt, der während der Schlacht von Bash Aparan im Mai 1918, als Armenien die türkische Offensive abwehrte, die Abteilung der Jesiden befehligte. In den gleichen Jahren organisierte Tamoyan auch ein Rettungskommando der Jesiden, das an der Beseitigung der Folgen des Spitak-Erdbebens von 1988 beteiligt war.
Tamoyan war einer der Gründer der jesidischen Zeitung und beteiligte sich in den 1990er Jahren an der Erstellung von Lehrbüchern für jesidische Schulen. Er ist Autor von Büchern über die Geschichte, Kultur und das Leben der Jesiden, über den Völkermord an den Jesiden im Osmanischen Reich (zusammen mit den Griechen, Assyrern und Armeniern), über ihre Teilnahme am Befreiungskampf in Westarmenien, in der Ersten Republik Armenien sowie am Karabachkrieg.
Tamoyan war zu Sowjetzeiten der erste, der eine Verbindung zwischen den Jesiden Armeniens und Landsleuten in ihrer historischen Heimat herstellte – im oberen Mesopotamien, also im Norden des heutigen Irak und Syriens. Das Ziel seines Lebens war es, das Selbstbewusstsein der Jesiden, die Kenntnis ihrer Muttersprache, den Stolz auf ihre Geschichte und den Respekt vor ihrem Glauben zu stärken.
Am 30. September 1989 wurde er zum Vorsitzenden der Nationalen Union der Jesiden der Republik Armenien gewählt, und 1997 wurde er Vorsitzender der Nationalen Union der Jesiden der Welt.